# Carl Ernst Forberg
Carl (Karl) Ernst Forberg (* 20. Oktober 1844 in Düsseldorf; † 9. April 1915 ebenda) war ein deutscher Kupferstecher, Radierer und Maler der Düsseldorfer Schule.

## Leben
Forberg wurde als Sohn des aus Leipzig gebürtigen Musikers Friedrich Wilhelm Forberg (1816–1883) geboren, welcher als Schüler von Julius Rietz ein gefragter Cello-, Geigen-, Klavier- und Orgelspieler des Düsseldorfer Musiklebens war. So wirkte jener als Solocellist für Robert Schumann und bekleidete die Stellung eines Organisten der Garnisonskirche Düsseldorf. Auch war er von 1862 bis 1882 Gesanglehrer an der Luisenschule in Düsseldorf. Der Musiklehrer Friedrich Forberg, genannt Fritz, heiratete 1843 Luise Helene Daße.
Carl Ernst Forberg besuchte ab 1858 die Kunstakademie Düsseldorf. Dort waren Josef Wintergerst, Andreas und Karl Müller, Heinrich Mücke und Rudolf Wiegmann seine Lehrer.  Ab 1860 ließ er sich von Joseph Keller, dem Begründer einer Kupferstecherschule an der Düsseldorfer Akademie, in den Techniken des Kupferstichs ausbilden. Ende der 1860er Jahre ging Forberg nach Wien. Dort arbeitete er für Karl von Lützows Kunstjournal Zeitschrift für Bildende Kunst sowie ab 1872 als Leiter der Gesellschaft für vervielfältigende Kunst. 1879 wurde er als Nachfolger Kellers zum Professor für Kupferstichkunst an die Kunstakademie Düsseldorf berufen und wohnte im Familienhaus in der Wasserstraße 4, dessen Eigentümer er nach dem Tod des Vaters wurde. Das Professorenamt an der Akademie bekleidete er bis 1911. Zeitweise war er stellvertretender Direktor der Kunstakademie. Außerdem trat er Ende der 1870er Jahre durch die Mitwirkung im Düsseldorfer Radirclub und um die Jahrhundertwende durch die Gründung des Düsseldorfer Akademischen Vereins „Laetitia“ hervor.
Im Juni 1888 gab Ernst Forberg Adele Putsch das Eheversprechen. Ihre 1894 geborene Tochter Ilse Forberg (1894–1971) wurde Fotografin und heiratete den Ingenieur, Renn- und Raketenfahrer Kurt C. Volkhart, einen Sohn des Düsseldorfer Malers Max Volkhart. Der Sohn Kurt Forberg (1900–1979), wurde ein erfolgreicher Privatbankier, der seit den 1950er Jahren eine Kunstsammlung der Moderne zusammentrug und 1961 zur Unterstützung und Förderung der Kunstakademie Düsseldorf die nach seinem Vater benannte Ernst-Forberg-Stiftung ins Leben rief.
Carl Ernst Forbergs Bruder, Wilhelm Forberg (1864–1899), wirkte ebenfalls als Kupferstecher in Düsseldorf.

## Werk (Auswahl)

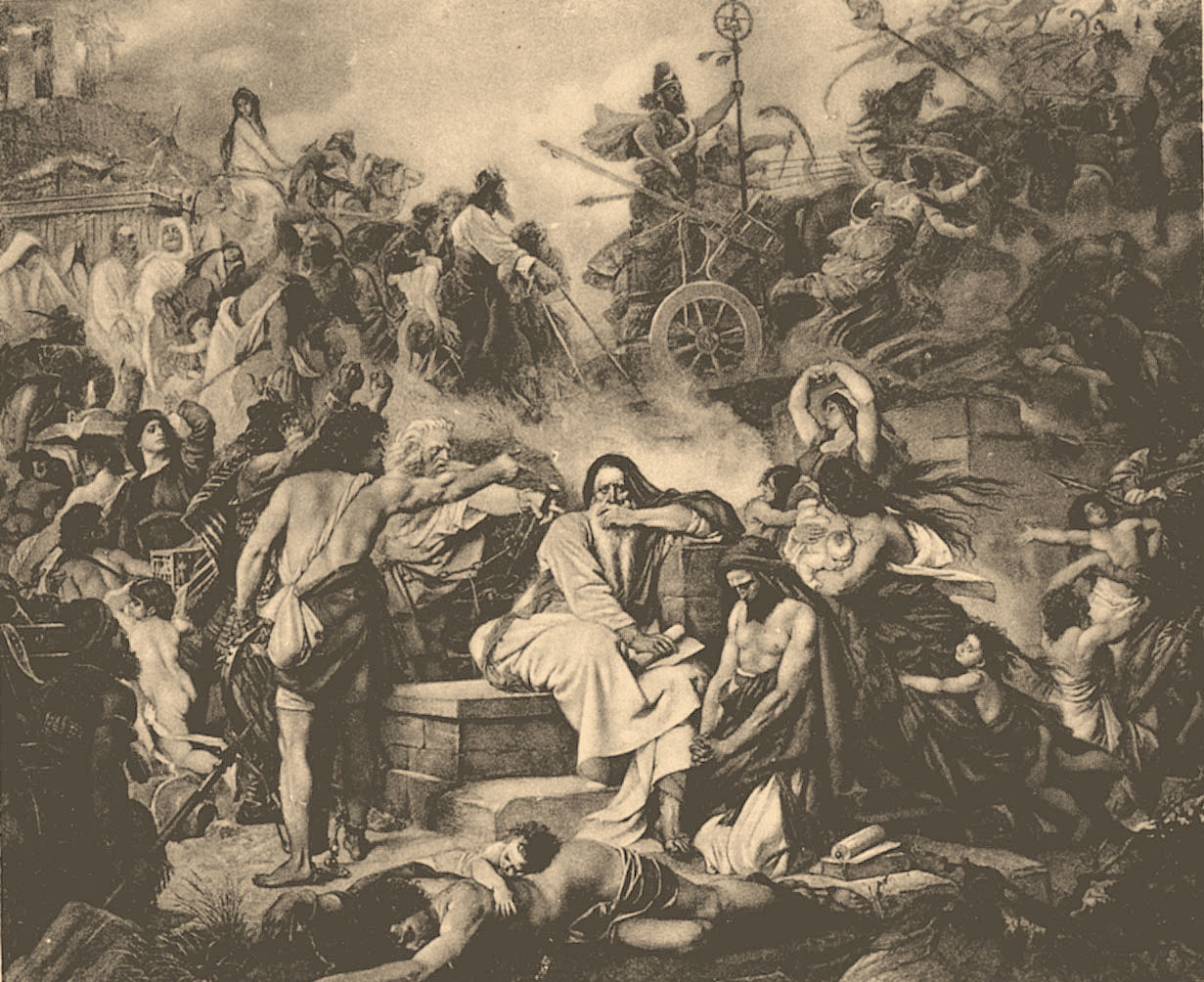
Die Wegführung der Juden in die Babylonische Gefangenschaft (nach Eduard Bendemann)

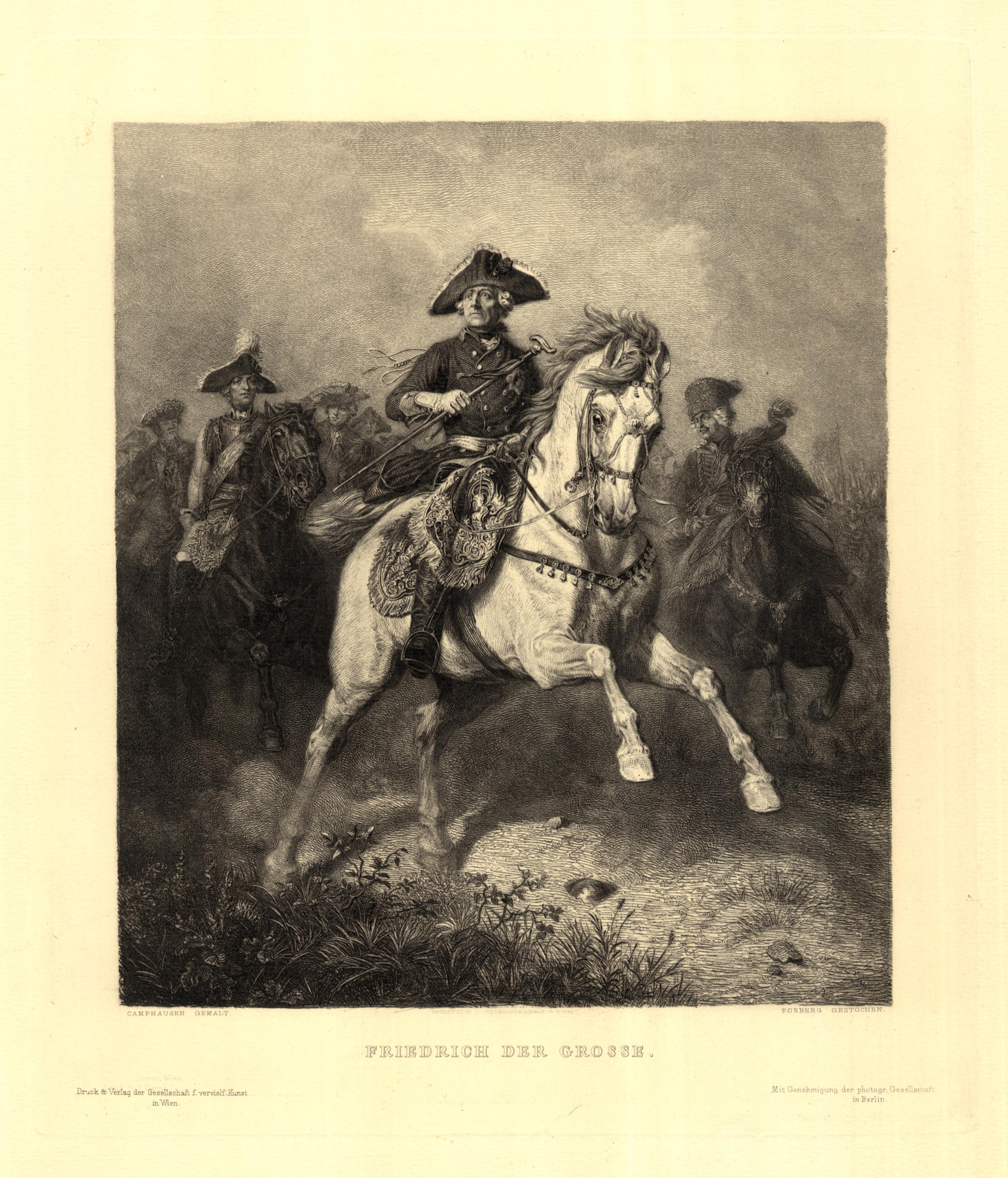
Friedrich der Große (nach Wilhelm Camphausen)

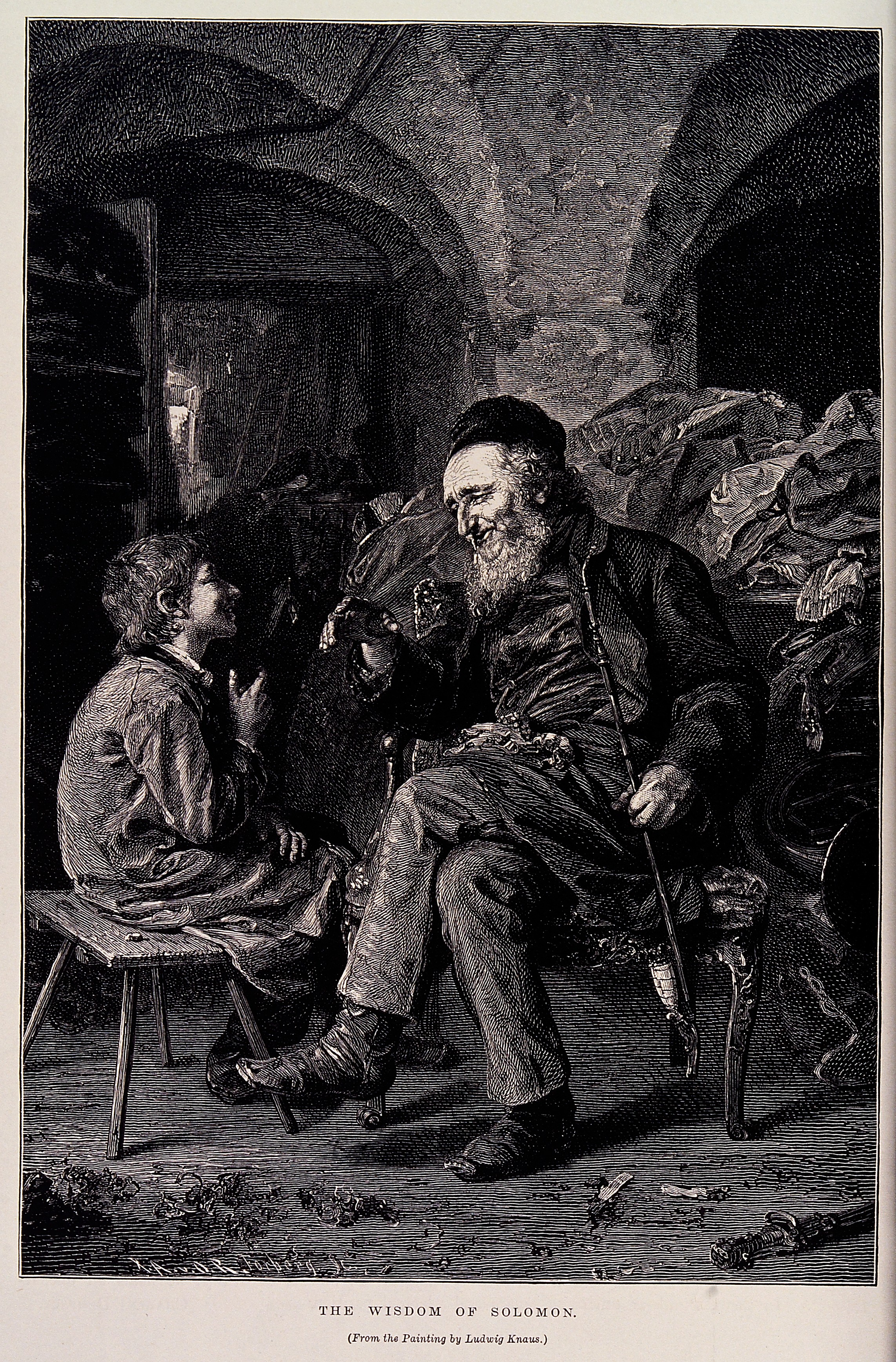
Salomonische Weisheit (nach Ludwig Knaus)

- Der wunderbare Fischzug (nach Raffael)
- Weide meine Schafe! (nach Raffael)
- Himmelfahrt Mariä (nach Peter Paul Rubens)
- Die fruchtlose Strafpredigt (nach Benjamin Vautier)
- Die Weinprobe (nach Eduard Kurzbauer)
- Das Vogelnest (nach Julius Geertz)
- Die Wegführung der Juden in die Babylonische Gefangenschaft (nach Eduard Bendemann)
- Jeremia beim Fall Jerusalems (nach Eduard Bendemann)
- Jugendliebe (nach Heinrich von Angeli)
- Konsultation beim Advokaten (nach Wilhelm Sohn)
- Luthers Disputation mit Eck (nach Carl Friedrich Lessing)
- Judenviertel in Amsterdam (nach Andreas Achenbach)
- Der Große Kurfürst (nach Wilhelm Camphausen)
- Friedrich der Große (nach Wilhelm Camphausen)
- Im Park der Villa Borghese (nach Oswald Achenbach)
- Kaiser Wilhelms letzte Heerschau (nach Theodor Rocholl)
- Kaiser Wilhelms Ritt um Sedan (nach Theodor Rocholl)
- Salomonische Weisheit (nach Ludwig Knaus)